# 丸磐根
丸 磐根（まる いわね、1935年〈昭和10年〉7月17日 - ）は、日本の実業家。日本銀行発券局長を経て、山陰合同銀行代表取締役頭取、同会長、島根経済同友会代表幹事、島根県商工会議所連合会会頭などを務めた。

## 人物・経歴
島根県邑智郡川本町出身。1958年一橋大学法学部を卒業し日本銀行に入行。1984年6月日本銀行外国局次長、1985年1月日本銀行政策委員会室秘書役、1986年11月日本銀行発券局長。
1988年6月株式会社山陰合同銀行代表取締役副頭取、1992年6月同行代表取締役頭取、2002年6月同行代表取締役会長、2007年6月同行特別顧問。2013年6月退任。
1990年から2010年まで松江商工会議所会頭、島根県商工会議所連合会会頭、中国経済連合会副会長、1995年から2002年まで島根経済同友会代表幹事。国立大学法人島根大学監事、山陰法科大学院設置促進期成同盟会長、山陰法科大学院存続発展アピール呼びかけ人会筆頭呼びかけ人、公益財団法人いづも財団理事長、財団法人島根県立産業交流会館理事長、松江市中心市街地活性化協議会会長なども務めた。